# Mexico International 1975
Die Mexico International 1975 im Badminton (auch bekannt als XI. Mexican Open) fanden in der ersten Dezemberwoche 1975 im Gimnasio Olímpico Juan de la Barrera in Mexiko-Stadt statt.

## Finalergebnisse
| Disziplin    | Sieger                              | Finalist                         | Ergebnis           |
| ------------ | ----------------------------------- | -------------------------------- | ------------------ |
| Herreneinzel | Thomas Kihlström                    | Sture Johnsson                   | 6-15, 15-11, 15-11 |
| Dameneinzel  | Judianne Kelly                      | Madalene Steinbroner             | 11-4, 3-11, 11-7   |
| Herrendoppel | Flemming Delfs Elo Hansen           | Thomas Kihlström Sture Johnsson  | 11-15, 15-13, 15-5 |
| Damendoppel  | Judianne Kelly Madalene Steinbroner | Josefina Salazar Ofelia de Telge | 15-11, 18-14       |
| Mixed        | Thomas Kihlström Judianne Kelly     | Sture Johnsson Ofelia de Telge   | 15-9, 15-8         |